# Mladá

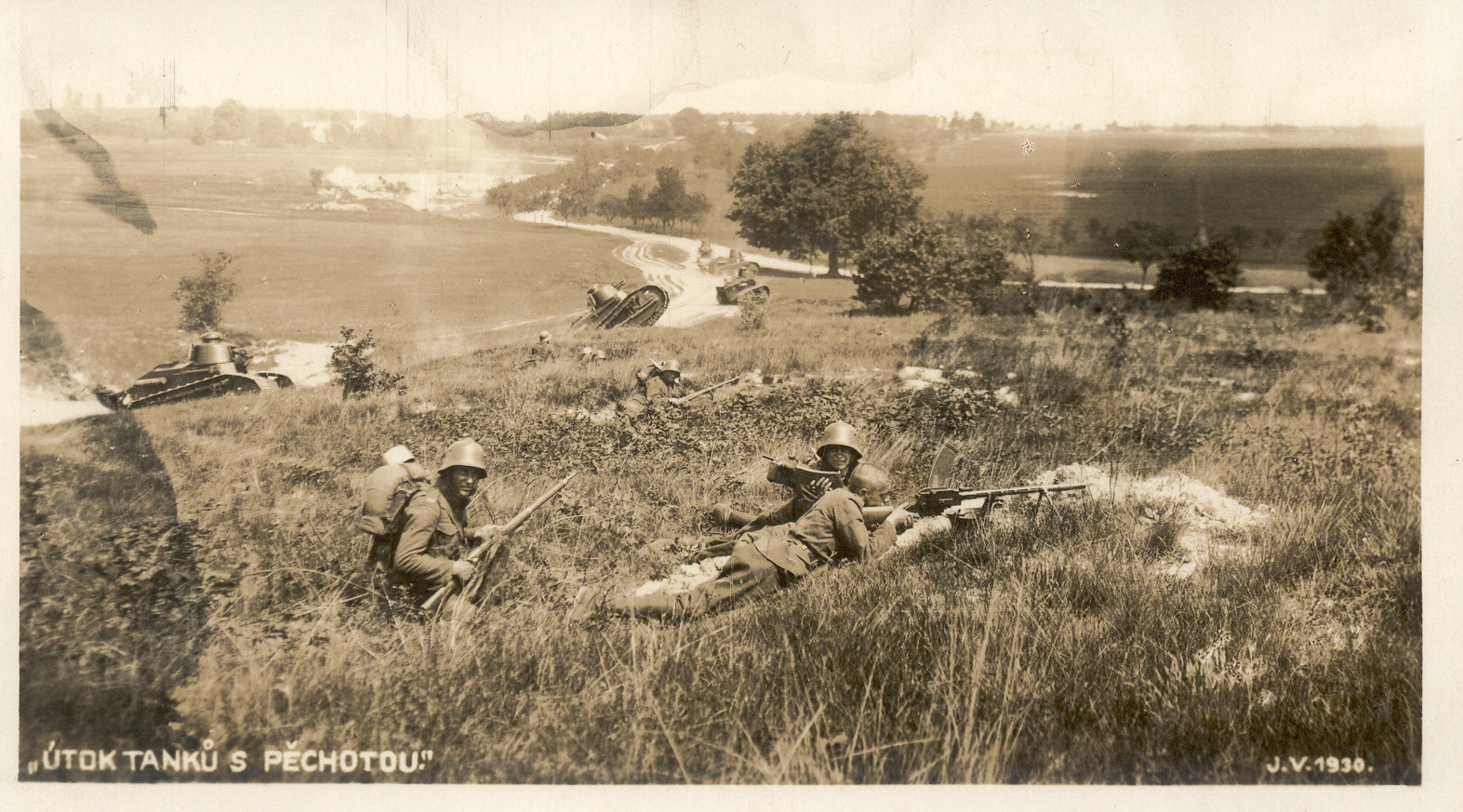
Útok tanků s pěchotou z vojenského cvičiště Milovice/Mladá, 1930 (SOkA Nymburk)

Mladá je část města Milovice v okrese Nymburk. Nachází se asi 1,2 km na západ od vlastních Milovic. Na jihu protéká potok Mlynařice a prochází jí železniční trať Lysá nad Labem – Milovice. Je zde evidováno 204 adres.
Leží v katastrálních územích Milovice nad Labem (ZSJ Mladá I) a Benátecká Vrutice (ZSJ Mladá II).
Městská část nese jméno vesnice, která byla vysídlena roku 1905 při zřizování vojenského výcvikového prostoru a stála na jiném místě, severně od Milovic.

## Historie

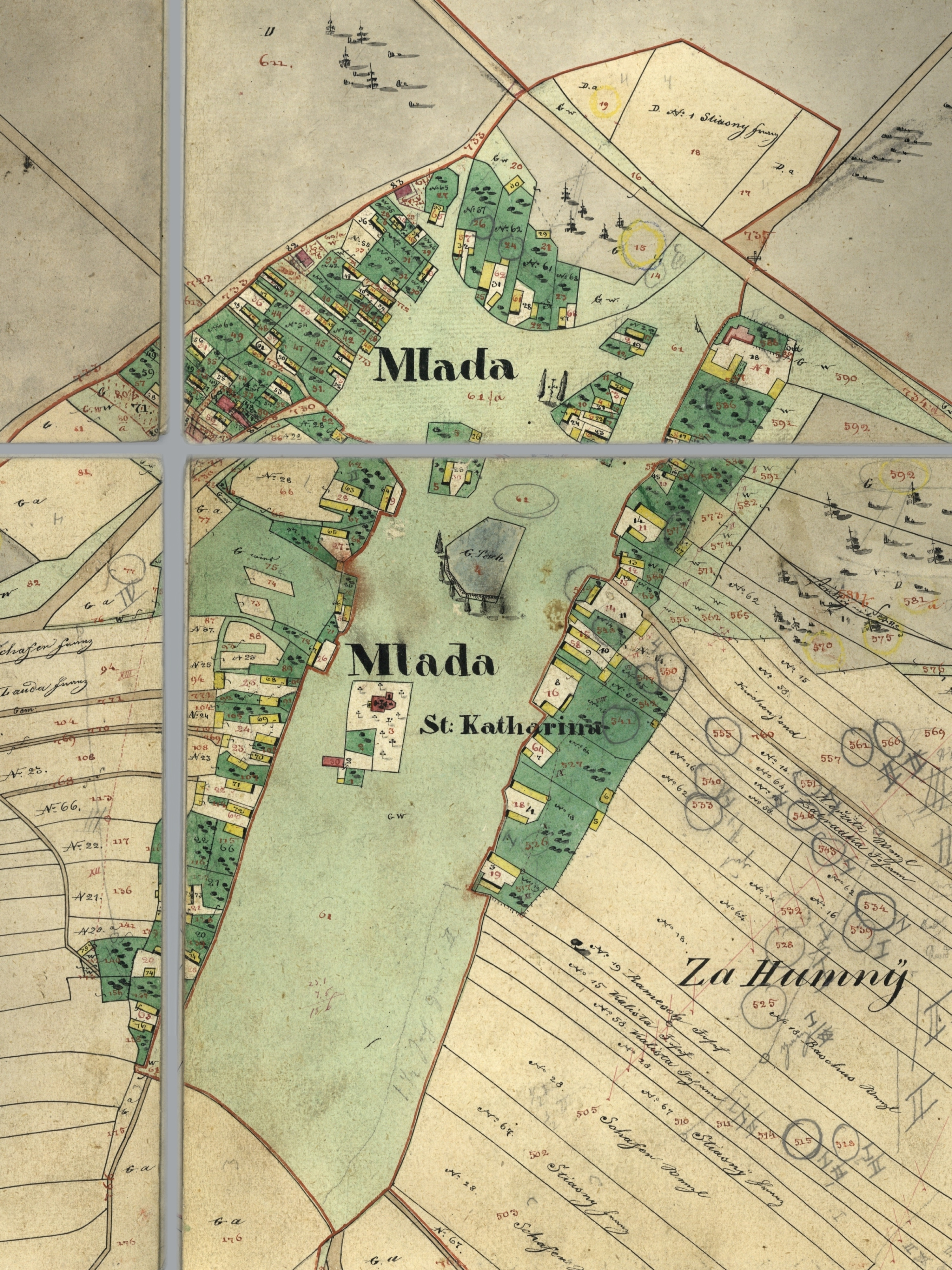
Obec Mladá na indikační skice Stabilního katastru z roku 1842

První písemná zmínka o vesnici pochází z roku 1369. Nacházela se při křižovatce silnice z Jiřic do Lipníka se silnicí z Nových Benátek do Strak (v terénu je dosud patrný například rybníček na návsi v poloze 50°15′30″ s. š., 14°53′23″ v. d.).
Obec zanikla nuceným vysídlením v roce 1905. Farnost při kostele sv. Kateřiny byla přenesena do Milovic k nově vybudovanému kostelu stejného zasvěcení. Přesun obyvatel do nového sídelního celku u Milovic nebyl hromadný, mnozí odešli jinam. Ruiny vesnice posloužily při cvičné střelbě, ruina kostela byla zničena až v 50. letech.